# Katzenkegel
Der Katzenkegel oder die Katzen-Kegelschnecke (Conus catus) ist eine Schnecke aus der Familie der Kegelschnecken (Gattung Conus), die im Indopazifik lebt und Fische frisst.

## Merkmale
Der Körperumgang des Schneckenhauses von Conus catus ist bauchig bis breit kegelförmig, zum Gewinde hin konvex. Bei ausgewachsenen Schnecken erreicht das Haus eine Länge von 2,5 bis 5,2 cm. Die Grundfarbe des Gehäuses, dessen Zeichnung sehr variieren kann, ist weiß bis bläulich grau. Die Oberfläche des Körperumganges kann gelblich braun, olivgrün, schwärzlich braun oder orange und rot gefärbt sein. Beiderseits der Mitte gibt es spärliche kleine Flecken und in der Mitte ein schmales spiraliges Band in der Grundfarbe. Die obersten Windungsumgänge sind rot, manchmal weiß bis braun. Das Gewinde bildet einen flachen Kegel. Das Periostracum ist gelblich braun, glatt und kann durchscheinend sein.
Die Oberseite des grauen bis blassbraunen Fußes ist hellbraun bis schwärzlich braun gesprenkelt und vorn dunkler. Die Fußsohle ist braun gesprenkelt oder einfarbig und an den Enden heller. Das weiße bis gelbbraune Rostrum ist braun gefleckt oder längs gestreift, vorn dichter. Die Fühler sind weiß. Der Sipho ist weiß bis grau und hat braune Flecken.
Die mit einer Giftdrüse verbundenen Radula-Zähne haben an der Spitze drei kräftige Widerhaken, der hintere Widerhaken eine gekrümmte Spitze. Sägung und Sporn an der Basis fehlen.

## Verbreitung
Die Katzenkegelschnecke tritt im Indischen Ozean um das Aldabra-Atoll, Chagos, Madagaskar und Mauritius, vor Tansania und KwaZulu-Natal und im westlichen Pazifischen Ozean bis Hawaii und Französisch-Polynesien auf. Im Roten Meer und vor Oman ist der Katzenkegel durch die Form nigropunctatus vertreten.

## Lebensraum
Katzenkegelschnecken leben auf Felssimsen in der Gezeitenzone der Küste bis 20 Meter Tiefe oder in Korallenriffen unterhalb der Gezeitenzone.

## Nahrung
Katzenkegelschnecken fressen kleine Fische, die mittels einer Harpune mit einem giftigen Radulazahn getötet werden. Das Gift ist tödlich für Fische und andere Wirbeltiere, wirkt aber weder auf Weichtiere noch auf Polychaeten.